# Stephan Zimmermann (Jazzmusiker)
Stephan Zimmermann (* 1963 in Offenburg) ist ein deutscher Jazztrompeter und Hochschullehrer.

## Leben und Wirken
Stephan Zimmermann studierte Jazztrompete an der Musikhochschule Köln bei Manfred Schoof und Jon Eardley. Nach zahlreichen Konzerten und Produktionen im Kölner Raum kehrte er zurück nach Baden-Württemberg, wo er 2007 als Professor an der Hochschule für Musik und Darstellende Kunst Mannheim für Jazztrompete und Ensembleleitung berufen wurde. Davor war er an den Musikhochschulen Frankfurt, Mannheim, und der Uni Mainz als Trompetendozent tätig. 2000 nahm Zimmermann sein Debütalbum Healing Forces auf, an dem u. a. Jason Seizer, Thomas Stabenow und Rick Hollander mitwirkten. Weitere zwei Eigenproduktionen folgten mit My Kind of People und Quiet Time. Im Bereich des Jazz war er zwischen 1981 und 2014 an mehr als 40 Aufnahmesessions beteiligt, u. a. bei Bobby Burgess, Sunday Night Orchestra, Thilo Berg, hr-Bigband, United Jazz + Rock Ensemble 2nd Generation, Moser-Zimmermann Duo, und Ed Partyka.

## Diskographische Hinweise
- Healing Forces (Bassic Sound (Sunnymoon), 2002) mit Thomas Stabenow, Rick Hollander, Jason Seizer, Markus Becker,
- My Kind of People  (Neuklang, 2007), mit Thomas Stabenow, Gregor Beck, Thilo Wagner, Wilson de Oliveira
- Quiet Time (TCB, 2008) mit Herwig 'Henk' Gradischnik, Andy Scherrer, Thomas Stabenow, Mario Gonzi.
- First Impression, MFLrecords, 2011, mit Stephan Zimmermann/ Moser, Axel Duo
- United Jazz and Rock Ensemble 2nd Generation, Wolfgang Dauner´s United 2, Connector Records (in-akustik) 2011